# Axinidris
Axinidris este un gen de furnici arboricole din subfamilia Dolichoderinae. Genul este cunoscut din zonele împădurite afrotropicale, unde cuibăresc în tulpini goale sau lemn putred. Se găsesc mai ales în copaci, dar ocazional și pe pământ.

## Specii
- Axinidris acholli Weber, 1941
- Axinidris bidens Shattuck, 1991
- Axinidris denticulata (Wheeler, 1922)
- Axinidris gabonica Snelling, 2007
- Axinidris ghanensis Shattuck, 1991
- Axinidris hylekoites Shattuck, 1991
- Axinidris hypoclinoides (Santschi, 1919)
- Axinidris icipe Snelling, 2007
- Axinidris kakamegensis Shattuck, 1991
- Axinidris kinoin Shattuck, 1991
- Axinidris lignicola Snelling, 2007
- Axinidris luhya Snelling, 2007
- Axinidris mlalu Snelling, 2007
- Axinidris murielae Shattuck, 1991
- Axinidris namib Snelling, 2007
- Axinidris nigripes Shattuck, 1991
- Axinidris occidentalis Shattuck, 1991
- Axinidris okekai Snelling, 2007
- Axinidris palligastrion Shattuck, 1991
- Axinidris stageri Snelling, 2007
- Axinidris tridens (Arnold, 1946)